# Сир (река)
Сир (люкс. Sir, фр. Syre, нем. Syr) — река в Люксембурге, левый приток Мозеля. Длина — 33,18 км. Площадь водосборного бассейна — 200,29 км².

## География
Берет начало на высоте 288 м к югу от населённого пункта Сирен в коммуне Вейлер-ла-Тур и течёт на северо-восток. Протекает через Этранж, Мюнсбах, Менсдорф, Роодт-Сюр-Сир, Бецдорф, Веккер и Мантернах и принимает в себя ручьи Бирелербах, Аальбах, Рудемербах, Флепсбах, Флюессвайлербах, Бивербах, Вюльбертсбах и Шламмбах. Впадает в Мозель близ Мертерта, преодолевая перепад высот в 151 м со средним уклоном в 4,6 м/км.